# 維滕堡鎮區 (北卡羅萊納州亞歷山大縣)
維滕堡鎮區（英語：Wittensburg Township）是位於美國北卡羅萊納州亞歷山大縣的一個鎮區。

## 地方資料
維滕堡鎮區的面積為88.58平方千米，皆為陸地。根據2020年美國人口普查的數據，當地共有人口10953人，而人口密度為每平方千米123.65人。